# 鳥海純
鳥海 純（とりうみ じゅん、1974年2月28日 - ）は、日本の元プロボクサー。神奈川県横浜市出身。花咲徳栄高等学校、拓殖大学卒。第36代OPBF東洋太平洋バンタム級王者。現役時代はワタナベボクシングジム所属し、現在はTEAM10COUNT BOXING GYM会長を務める。元WBA世界スーパーフェザー級スーパー王者の内山高志は高校・大学・ワタナベジムを通しての後輩に当たる。

## 来歴
高校入学時の部活見学で、先輩のシャドーボクシングの美しさに惹かれ、ボクシングを始める。高校時代の国体フライ級3位、大学時代に全日本選手権でフェザー級3位の実績59戦42勝(13KO、RSC)17敗を引っさげデビューも、タイトルに届きそうで届かず無冠の帝王と呼ばれることが長かった。また美男子として知られ、Men's Streetの表紙を飾ったこともある。
1996年5月28日、アマチュアエリートとして6回戦からのデビュー。5R判定で勝利。
1996年10月25日、龍白井を下し、ジュニアフェザー級B級トーナメント優勝
1998年10月12日、負傷判定を含む7勝1引分で真部豊の持つ、日本スーパーバンタム級王座に挑戦。7RTKOで敗れ初の黒星を喫す。
2002年2月5日、仲里繁との試合。初回にダウンを奪われる苦しい展開。粘り強いボクシングを見せ6RTKOで敗れるも、積極的なボクシングに転向するきっかけとなった。
2002年11月1日、鮎川圭祐に3RTKOで勝利し、バンタム級A級トーナメント優勝。
2004年2月5日、元WBU世界フライ級王者で、元WBA世界フライ級王者で、元PABAスーパーフライ級王者のソーンピチャイ・クラティンデーンジム（タイ）を9RTKOで下し、世界ランキング上位へ。
2004年10月30日、長谷川穂積との世界王座挑戦者決定戦。圧倒されるも、左フックカウンターで意地を見せ10R判定で惜しくも敗れる。
2005年2月19日、後楽園ホールで長谷川穂積の王座返上に伴うOPBF東洋太平洋バンタム級王座決定戦でリノ・ジャガー（インドネシア）と対戦し、3-0（116-112、120-108、117-111）の判定勝ちで王座を獲得した。
2005年7月16日、後楽園ホールでクマントーン・ポープルムカモン（タイ）と対戦し、2-0（114-115、112-115、114-114）の判定負けで初防衛に失敗、王座から陥落した。
2006年6月11日、サーシャ・バクティンの王座返上に伴う日本バンタム級王座決定戦で池原信遂と対戦し、0-3（93-97、94-97、94-96）の判定負けを喫し王座獲得に失敗した。 
2006年8月8日、池原信遂に敗戦後に引退を決意し、現役を引退した。
引退後はジムの1年先輩柳光和博が創設した神奈川県平塚市の湘南RYUJU BOXING FAMILYでマネージャーを務めていた。
2010年10月に独立して、TEAM 10 COUNTを創設。
2014年に東日本ボクシング協会U-15実行委員に就任。
2016年4月、東日本ボクシング協会理事に就任。準公式試合実行委員会委員長就任。国際部、日本ユースタイトル委員を兼務。2019年までの1期で退いた。
2018年12月、秘蔵っ子「松田恵里」をデビュー2戦目でOPBF東洋太平洋アトム級王座決定戦に出場させ、日本プロボクシング史上最速記録となる2戦目での王座獲得を達成した。

2020年春、東急目黒線「西小山」駅前に移転。
2024年1月、松田恵里が鳥海の元ライバル長谷川穂積の後輩黒木優子が持つWBA・WBO女子世界アトム級王座に挑戦し、王座奪取に成功。3度目の挑戦で師匠がなしえなかった世界タイトルを手にした。

## 戦績
- プロボクシング:31戦 24勝 10KO 6敗 1分

## 獲得タイトル
- 第36代OPBF東洋太平洋バンタム級王座